# Плавенчук Олена Павлівна
Оле́на Па́влівна Плавенчу́к (нар. 8 липня 1952, Ганнопіль, Черняхівський район, Житомирська область, УРСР) — дитяча українська поетеса. Членкиня НСПУ (1999).

## Життєпис
Закінчила Бердичівське медичне училище. Працювала фельдшером на Житомирщині та на львівській «Швидкій допомозі», в дитячому садку. Після закінчення Львівського поліграфічного інституту (1979) працювала в музеї Т. Шевченка. У 1979—2017 роках була редактором науково-технічної інформації та літератури Українського НДІ прогнозування та випробування техніки і технологій для сільськогосподарського виробництва та відповідальним редактором журналу «Техніка і технології АПК».

## Творчість
Вперше дебютувала книгою сонетів «Одолінь-трава» (1996). Авторка таких праць як: «Волошки кохання» (2007), «У світлі вишньої любові» (2008). Для дітей написала низку праць: «Кольорові сни» (1998), «Журавлині радощі» (1999), «Допитливий гарбуз» (2001), «Горобинові коралі» (2002), «Зозулине кування» (2004), «Сонечкові діти» (2005), «Небилиці від лисиці» (2006), «Золоті дукати» (2006), «Комп'ютеренята» (2006), «Житній сон» (2006), «Матусине слово» (2006) і «Квітковий годинник» (2006). Добірки віршів уміщено в хрестоматіях для початкових класів «Весняночка», антологіях, альманахах та журналах для дітей і підлітків. Друкується в альманасі «Радосинь», журналах «Ренессанс», «Малятко», «Крилаті», «Пізнайко». Окремі твори поетеси покладені на музику: збірки пісень «Волошки кохання» (2007), «У світлі вишньої любові» (2008).

## Громадський діяч
Членкиня Національної спілки письменників України (з 1999 року).